# 17e étape du Tour de France 2004
Pour un article plus général, voir Tour de France 2004.
La 17e étape du Tour de France 2004 s'est déroulée le 22 juillet 2004 sur 212 kilomètres entre Le Bourg-d'Oisans et Le Grand-Bornand. L'Américain Lance Armstrong, maillot jaune, y enlève sa troisième étape alpestre d'affilée.

## Classement de l'étape
Initialement vainqueur de ce Tour de France et de cinq étapes, dont celle-ci, Lance Armstrong a été déclassé en octobre 2012 pour plusieurs infractions à la réglementation antidopage. Ses victoires n'ont pas été attribuées à d'autres coureurs. Son nom est rayé dans le tableau ci-dessous.
En 2012, Levi Leipheimer fait partie des anciens coureurs de l'US Postal/Discovery Channel témoignant devant l'USADA des pratiques de dopage au sein de cette équipe. Il avoue s'être dopé entre 1999 et 2007. L'USADA le suspend pour six mois à compter du 1er septembre 2012 et lui retire les résultats sportifs obtenus du 1er juin 1999 au 30 juillet 2006, et du 7 au 29 juillet 2007. 
| \| Classement de l'étape \| Classement de l'étape \| Classement de l'étape \| Classement de l'étape \| Classement de l'étape \| \| Coureur \| Coureur \| Pays \| Équipe \| Temps \| \| --------------------- \| --------------------- \| --------------------- \| ----------------------------- \| --------------------- \| \| 1er \| Lance Armstrong \| États-Unis \| US Postal Service-Berry Floor \| DQ \| \| 2e \| Andreas Klöden \| Allemagne \| T-Mobile \| + 0 s \| \| 3e \| Jan Ullrich \| Allemagne \| T-Mobile \| + 1 s \| \| 4e \| Ivan Basso \| Italie \| CSC \| + 1 s \| \| 5e \| Floyd Landis \| États-Unis \| US Postal Service-Berry Floor \| + 13 s \| \| 6e \| Axel Merckx \| Belgique \| Lotto-Domo \| + 1 min 01 s \| \| 7e \| Levi Leipheimer \| États-Unis \| Rabobank \| DQ \| \| 8e \| Carlos Sastre \| Espagne \| CSC \| + 1 min 02 s \| \| 9e \| Michael Rasmussen \| Danemark \| Rabobank \| + 1 min 02 s \| \| 10e \| Georg Totschnig \| Autriche \| Gerolsteiner \| + 1 min 02 s \| |                   |            |                               |              |
| |                   |            |                               |              |
| |                   |            |                               |              |
| Classement de l'étape |                   |            |                               |              |
| Coureur | Coureur           | Pays       | Équipe                        | Temps        |
| 1er | Lance Armstrong   | États-Unis | US Postal Service-Berry Floor | DQ           |
| 2e | Andreas Klöden    | Allemagne  | T-Mobile                      | + 0 s        |
| 3e | Jan Ullrich       | Allemagne  | T-Mobile                      | + 1 s        |
| 4e | Ivan Basso        | Italie     | CSC                           | + 1 s        |
| 5e | Floyd Landis      | États-Unis | US Postal Service-Berry Floor | + 13 s       |
| 6e | Axel Merckx       | Belgique   | Lotto-Domo                    | + 1 min 01 s |
| 7e | Levi Leipheimer   | États-Unis | Rabobank                      | DQ           |
| 8e | Carlos Sastre     | Espagne    | CSC                           | + 1 min 02 s |
| 9e | Michael Rasmussen | Danemark   | Rabobank                      | + 1 min 02 s |
| 10e | Georg Totschnig   | Autriche   | Gerolsteiner                  | + 1 min 02 s |

## Classement général
| \| Classement général \| Classement général \| Classement général \| Classement général \| Classement général \| \| Coureur \| Coureur \| Pays \| Équipe \| Temps \| \| ------------------ \| ------------------ \| ------------------ \| ----------------------------- \| ------------------ \| \| 1er \| Lance Armstrong \| États-Unis \| US Postal Service-Berry Floor \| DQ \| \| 2e \| Ivan Basso \| Italie \| CSC \| + 4 min 09 s \| \| 3e \| Andreas Klöden \| Allemagne \| T-Mobile \| + 5 min 11 s \| \| 4e \| Jan Ullrich \| Allemagne \| T-Mobile \| + 8 min 08 s \| \| 5e \| José Azevedo \| Portugal \| US Postal Service-Berry Floor \| + 10 min 41 s \| \| 6e \| Francisco Mancebo \| Espagne \| Illes Balears-Banesto \| + 11 min 45 s \| \| 7e \| Georg Totschnig \| Autriche \| Gerolsteiner \| + 12 min 56 s \| \| 8e \| Carlos Sastre \| Espagne \| CSC \| + 15 min 14 s \| \| 9e \| Levi Leipheimer \| États-Unis \| Rabobank \| DQ \| \| 10e \| Pietro Caucchioli \| Italie \| Alessio-Bianchi \| + 16 min 33 s \| |                   |            |                               |               |
| |                   |            |                               |               |
| |                   |            |                               |               |
| Classement général |                   |            |                               |               |
| Coureur | Coureur           | Pays       | Équipe                        | Temps         |
| 1er | Lance Armstrong   | États-Unis | US Postal Service-Berry Floor | DQ            |
| 2e | Ivan Basso        | Italie     | CSC                           | + 4 min 09 s  |
| 3e | Andreas Klöden    | Allemagne  | T-Mobile                      | + 5 min 11 s  |
| 4e | Jan Ullrich       | Allemagne  | T-Mobile                      | + 8 min 08 s  |
| 5e | José Azevedo      | Portugal   | US Postal Service-Berry Floor | + 10 min 41 s |
| 6e | Francisco Mancebo | Espagne    | Illes Balears-Banesto         | + 11 min 45 s |
| 7e | Georg Totschnig   | Autriche   | Gerolsteiner                  | + 12 min 56 s |
| 8e | Carlos Sastre     | Espagne    | CSC                           | + 15 min 14 s |
| 9e | Levi Leipheimer   | États-Unis | Rabobank                      | DQ            |
| 10e | Pietro Caucchioli | Italie     | Alessio-Bianchi               | + 16 min 33 s |

## Classements annexes
| Classement par points | Classement par points | Classement par points | Classement par points           | Classement par points |
| Coureur               | Coureur               | Pays                  | Équipe                          | Points                |
| --------------------- | --------------------- | --------------------- | ------------------------------- | --------------------- |
| 1er                   | Robbie McEwen         | Australie             | Lotto-Domo                      | 225 pts               |
| 2e                    | Thor Hushovd          | Norvège               | Crédit Agricole                 | 213 pts               |
| 3e                    | Erik Zabel            | Allemagne             | T-Mobile                        | 212 pts               |
| 4e                    | Stuart O'Grady        | Australie             | Cofidis-Le Crédit par Téléphone | 204 pts               |
| 5e                    | Danilo Hondo          | Allemagne             | Gerolsteiner                    | 189 pts               |

| Classement par points | Classement par points | Classement par points | Classement par points           | Classement par points |
| Coureur               | Coureur               | Pays                  | Équipe                          | Points                |
| --------------------- | --------------------- | --------------------- | ------------------------------- | --------------------- |
| 1er                   | Robbie McEwen         | Australie             | Lotto-Domo                      | 225 pts               |
| 2e                    | Thor Hushovd          | Norvège               | Crédit Agricole                 | 213 pts               |
| 3e                    | Erik Zabel            | Allemagne             | T-Mobile                        | 212 pts               |
| 4e                    | Stuart O'Grady        | Australie             | Cofidis-Le Crédit par Téléphone | 204 pts               |
| 5e                    | Danilo Hondo          | Allemagne             | Gerolsteiner                    | 189 pts               |

| Classement de la montagne | Classement de la montagne | Classement de la montagne | Classement de la montagne     | Classement de la montagne |
| Coureur                   | Coureur                   | Pays                      | Équipe                        | Points                    |
| ------------------------- | ------------------------- | ------------------------- | ----------------------------- | ------------------------- |
| 1er                       | Richard Virenque          | France                    | Quick Step-Davitamon          | 226 pts                   |
| 2e                        | Lance Armstrong           | États-Unis                | US Postal Service-Berry Floor | DQ                        |
| 3e                        | Ivan Basso                | Italie                    | CSC                           | 119 pts                   |
| 4e                        | Jan Ullrich               | Allemagne                 | T-Mobile                      | 115 pts                   |
| 5e                        | Andreas Klöden            | Allemagne                 | T-Mobile                      | 112 pts                   |

| Classement de la montagne | Classement de la montagne | Classement de la montagne | Classement de la montagne     | Classement de la montagne |
| Coureur                   | Coureur                   | Pays                      | Équipe                        | Points                    |
| ------------------------- | ------------------------- | ------------------------- | ----------------------------- | ------------------------- |
| 1er                       | Richard Virenque          | France                    | Quick Step-Davitamon          | 226 pts                   |
| 2e                        | Lance Armstrong           | États-Unis                | US Postal Service-Berry Floor | DQ                        |
| 3e                        | Ivan Basso                | Italie                    | CSC                           | 119 pts                   |
| 4e                        | Jan Ullrich               | Allemagne                 | T-Mobile                      | 115 pts                   |
| 5e                        | Andreas Klöden            | Allemagne                 | T-Mobile                      | 112 pts                   |

| Classement du meilleur jeune | Classement du meilleur jeune | Classement du meilleur jeune | Classement du meilleur jeune | Classement du meilleur jeune |
| Coureur                      | Coureur                      | Pays                         | Équipe                       | Temps                        |
| ---------------------------- | ---------------------------- | ---------------------------- | ---------------------------- | ---------------------------- |
| 1er                          | Thomas Voeckler              | France                       | Brioches La Boulangère       | 74 h 26 min 08 s             |
| 2e                           | Vladimir Karpets             | Russie                       | Illes Balears-Banesto        | + 45 s                       |
| 3e                           | Sandy Casar                  | France                       | Fdjeux.com                   | + 1 min 56 s                 |
| 4e                           | Michael Rogers               | Australie                    | Quick Step-Davitamon         | + 13 min 18 s                |
| 5e                           | Jérôme Pineau                | France                       | Brioches La Boulangère       | + 15 min 26 s                |

| Classement du meilleur jeune | Classement du meilleur jeune | Classement du meilleur jeune | Classement du meilleur jeune | Classement du meilleur jeune |
| Coureur                      | Coureur                      | Pays                         | Équipe                       | Temps                        |
| ---------------------------- | ---------------------------- | ---------------------------- | ---------------------------- | ---------------------------- |
| 1er                          | Thomas Voeckler              | France                       | Brioches La Boulangère       | 74 h 26 min 08 s             |
| 2e                           | Vladimir Karpets             | Russie                       | Illes Balears-Banesto        | + 45 s                       |
| 3e                           | Sandy Casar                  | France                       | Fdjeux.com                   | + 1 min 56 s                 |
| 4e                           | Michael Rogers               | Australie                    | Quick Step-Davitamon         | + 13 min 18 s                |
| 5e                           | Jérôme Pineau                | France                       | Brioches La Boulangère       | + 15 min 26 s                |

| Classement par équipes | Classement par équipes        | Classement par équipes | Classement par équipes |
| Équipe                 | Équipe                        | Pays                   | Temps                  |
| ---------------------- | ----------------------------- | ---------------------- | ---------------------- |
| 1re                    | T-Mobile                      | Allemagne              | 220 h 17 min 09 s      |
| 2e                     | US Postal Service-Berry Floor | États-Unis             | + 5 min 12 s           |
| 3e                     | CSC                           | Danemark               | + 10 min 49 s          |
| 4e                     | Phonak Hearing Systems        | Suisse                 | + 52 min 02 s          |
| 5e                     | Quick Step-Davitamon          | Belgique               | + 54 min 32 s          |

| Classement par équipes | Classement par équipes        | Classement par équipes | Classement par équipes |
| Équipe                 | Équipe                        | Pays                   | Temps                  |
| ---------------------- | ----------------------------- | ---------------------- | ---------------------- |
| 1re                    | T-Mobile                      | Allemagne              | 220 h 17 min 09 s      |
| 2e                     | US Postal Service-Berry Floor | États-Unis             | + 5 min 12 s           |
| 3e                     | CSC                           | Danemark               | + 10 min 49 s          |
| 4e                     | Phonak Hearing Systems        | Suisse                 | + 52 min 02 s          |
| 5e                     | Quick Step-Davitamon          | Belgique               | + 54 min 32 s          |